# Jersey Express S.C.
El Jersey Express es un equipo de fútbol de los Estados Unidos que juega en la USL Premier Development League, la cuarta liga de fútbol más importante del país.

## Historia
Fue fundado en el año 2007 en la ciudad de Newark, New Jersey con el nombre Newark Ironbound Express luego de tener gran éxito en la liga juvenil como el Ironbound SC como la fuerza dominante de la liga. Su primer partido en la USL Premier Development League fue una victoria 4-1 ante el New Jersey Rangers, equipo afiliado al New York Red Bull en el año 2008.
Han sido campeones de división y de conferencia en una ocasión y cambiaron a su nombre actual el 6 de enero del 2011.

## Palmarés
- PDL Conferencia Este: 1

2014
- Mid-Atlantic Division: 1

2014

## Estadios
- Lubetkin Field en la New Jersey Institute of Technology; Newark, New Jersey (2008–)
- Estadio de Holmdel High School; Holmdel Township, New Jersey 1 juego (2010)
- Estadio de Raritan High School; Hazlet, New Jersey 2 juegos (2011)

## Entrenadores
- George Vichniakov (2008–)

## Jugadores

### Jugadores destacados
| - Frank Alesci - Gary Boughton - Tomer Chencinski - Dilly Duka - Neal Kitson | - Derby Carrillo - Ryan Meara - Gordon Kljestan - Aviv Volnerman - David Topolski |